# Orthoporus nesiotes
Orthoporus nesiotes är en mångfotingart som beskrevs av Chamberlin 1923. Orthoporus nesiotes ingår i släktet Orthoporus och familjen Spirostreptidae. Inga underarter finns listade i Catalogue of Life.